# Wysoka orbita okołoziemska

Diagram z niską, średnią oraz wysoką orbitą okołoziemską, z zachowaniem skali.

Wysoka orbita okołoziemska to orbita okołoziemska o wysokości nad powierzchnią Ziemi powyżej orbity geostacjonarnej (35,786 km). Okres orbitalny na takiej orbicie trwa powyżej 24 godzin, więc satelity na tej orbicie doświadczają retrogradacji.

## Przykłady satelitów na wysokiej orbicie okołoziemskiej
| Nazwa   | NSSDC id. | Data wyniesienia | Perygeum   | Apogeum    | Okres      | Inklinacja |
| ------- | --------- | ---------------- | ---------- | ---------- | ---------- | ---------- |
| Vela 1A | 1963-039A | 1963-10-17       | 101,925 km | 116,528 km | 6,519 min  | 37.8°      |
| IBEX    | 2008-051A | 2008-10-19       | 61,941 km  | 290,906 km | 12,963 min | 16.9°      |
| TESS    | 2018-038A | 2018-04-18       | 108,000 km | 375,000 km | 19,728 min | 37.00°     |